# Six Jours de Chicago

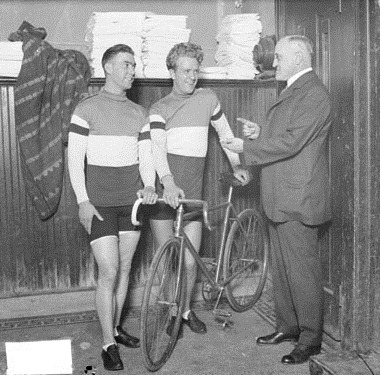
Freddie Spencer et Bobby Walthour en 1926

Les Six Jours de Chicago sont une course cycliste de six jours disputée au Chicago Coliseum, puis au Chicago Stadium et au International Amphitheatre. Cinquante éditions ont été organisées. L'Allemand Gustav Kilian détient le record de victoires avec six succès.

## Histoire
Chicago a accueilli un premier match international en 1879. Une équipe américaine a été engagée contre une équipe de français et d'anglais. Chacun a parié 2 000 $ pour voir quelle équipe pourrait pédaler le plus loin. Les Américains ont pris la tête, au début pendant 100 miles. Avec cet avantage, ils espéraient surmonter l'équipe jusque-là invaincu.
Quel que soit le lieu, l'action était rapide et les chutes étaient fréquentes. En 1947, au Chicago Coliseum, il a fallu aux coureurs, un peu plus de temps pour s'échauffer. 3 minutes et demi après le départ, la première chute a eu lieu. Plus tard, le vélo de René Paquin de Montréal, de la paire canado-américaine, a été mêlée à celle de son partenaire, Willie Anderson de Cleveland, et les deux, blessés se retrouvent au sol, Anderson boitant jusqu'à sa couchette peu après.
En 1957, Carl Stockholm et d'autres anciens champions sont recrutés pour donner un peu de piment à un programme de course à l'International Amphitheatre. Un journaliste du Chicago Tribune note : « Les anciens se tenaient à l'intérieur de l'ovale, avec le regard brillant des chevaux de feu retraités, quand ils ont assisté aux premiers Six Jours de Chicago depuis 1948 » .

## Palmarès
| Année    | Vainqueur                             | Deuxième                              | Troisième                          |
| -------- | ------------------------------------- | ------------------------------------- | ---------------------------------- |
| 1915 (1) | Oscar Egg Francesco Verri             | Jimmy Moran Reginald McNamara         | Clarence Carman Frank Corry        |
| 1915 (2) | William Hanley Percy Lawrence         | Martin Ryan Lloyd Thomas              | Gordon Walker Robert Walthour      |
| 1916     | Reginald McNamara Robert Spears       | Percy Lawrence Jake Magin             | George Cameron Harry Kaiser        |
| 1917     | Reginald McNamara Francesco Verri     | Frank Corry Jake Magin                | Peter Drobach Eddy Madden          |
| 1918-20  | Non-disputés                          |                                       |                                    |
| 1921 (1) | Eddy Madden Jake Magin                | Alfred Hill Ernest Kockler            | Willy Lorenz Fred Weber            |
| 1921 (2) | Eddy Madden Jake Magin                | Bob Fitzimmons Harry Horan            | Ray Eaton Harry Kaiser             |
| 1922 (1) | Alfred Goullet Ernest Kockler         | Willy Coburn Dave Lands               | William Hanley Lloyd Thomas        |
| 1922 (2) | Willy Coburn Dave Lands               | Percy Lawrence Lloyd Thomas           | César Debaets Aloïs Persyn         |
| 1923 (1) | Maurice Brocco Oscar Egg              | Alfred Goullet Bob Walthour           | Harry Horan Lloyd Thomas           |
| 1923 (2) | Ernest Kockler Carl Stockholm         | Willy Coburn Maurice Brocco           | Percy Lawrence Joe Kopsky          |
| 1924 (1) | Oscar Egg Alfred Grenda               | Carl Stockholm Ernest Kockler         | Maurice Declercq Eddy Madden       |
| 1924 (2) | Harry Horan Bob Walthour              | Maurice Declercq Alfred Taylor        | Henri Stockelynck Franco Giorgetti |
| 1925 (1) | Reginald McNamara Bob Walthour        | Henri Stockelynck Alfons Goossens     | Harry Horan Eddy Madden            |
| 1925 (2) | Fred Spencer Bob Walthour             | Harry Horan Harris Horder             | Reginald McNamara Alfons Goossens  |
| 1926 (1) | Reggie McNamara Bob Walthour          | Fred Spencer Franco Giorgetti         | Henri Stockelynck Alfons Goossens  |
| 1926 (2) | Dave Lands Otto Petri                 | Anthony Beckman Charles Winter        | Reginald McNamara Alfons Goossens  |
| 1927 (1) | Franco Giorgetti Carl Stockholm       | Fred Spencer Charles Winter           | Harry Horan Eddy Madden            |
| 1927 (2) | Franco Giorgetti Bob Walthour         | Klaas van Nek Alfons Goossens         | Carl Stockholm Fred Spencer        |
| 1928 (1) | Anthony Beckman Gerard Debaets        | Fred Spencer Bob Walthour             | Klaas van Nek Dave Lands           |
| 1928 (2) | Mike Rodak Piet van Kempen            | William Fenn Jr. Bob Walthour         | George Dempsey César Debaets       |
| 1928 (3) | Franz Duelberg Jimmy Walthour         | Paul Broccardo Alfred Letourneur      | Anthony Beckman Franco Giorgetti   |
| 1929 (1) | Franz Dülberg Franco Giorgetti        | Paul Broccardo Alfred Letourneur      | Willie Grimm Dave Lands            |
| 1929 (2) | Reggie McNamara Gaetano Belloni       | Paul Broccardo Alfred Letourneur      | Franz Duelberg Viktor Rausch       |
| 1930 (1) | Anthony Beckman Gerard Debaets        | Paul Broccardo Alfonso Zucchetti      | Fred Spencer Charles Winter        |
| 1930 (2) | Marcel Guimbretière Alfred Letourneur | Paul Broccardo Franco Giorgetti       | Adolphe Charlier Roger De Neef     |
| 1931 (1) | Willie Grimm Emil Richli              | Marcel Guimbretiere Alfred Letourneur | Reginald McNamara Charles Winter   |
| 1931 (2) | Franz Dülberg Willie Grimm            | Marcel Guimbretiere Alfred Letourneur | Franco Giorgetti Gerard Debaets    |
| 1932 (1) | Jan Pijnenburg Adolphe Van Nevele     | Marcel Guimbretiere Alfred Letourneur | Reginald McNamara Harry Horan      |
| 1932 (2) | Jules Audy William Peden              | Alfredo Binda Norman Hill             | Gerard Debaets Alfred Letourneur   |
| 1933 (1) | Gérard Debaets Alfred Letourneur      | Jules Audy Willie Grimm               | Henri Lepage Prudent Delille       |
| 1933 (2) | Jimmy Walthour Ewald Wissel           | Alfred Letourneur William Peden       | George Dempsey Robert Thomas       |
| 1934 (1) | William Peden Tony Shaller            | Tino Reboli Edoardo Severgnini        | Reginald McNamara Dave Lands       |
| 1934 (2) | Gérard Debaets Alfred Letourneur      | Jack Schaller Robert Thomas           | Jerry Rodman Cecil Yates           |
| 1935 (1) | Franco Giorgetti Alfred Letourneur    | Tino Reboli Robert Thomas             | Ernst Bühler Tony Shaller          |
| 1935 (2) | Gustav Kilian Heinz Vopel             | Jerry Rodman Alfred Hill              | Jules Audy William Peden           |
| 1936 (1) | Gustav Kilian Heinz Vopel             | Jules Audy William Peden              | Jerry Rodman Robert Thomas         |
| 1936 (2) | Émile Diot Émile Ignat                | Gustav Kilian Heinz Vopel             | Jerry Rodman Cecil Yates           |
| 1937 (1) | Émile Diot Émile Ignat                | Alvaro Giorgetti Cor Wals             | Jules Audy William Peden           |
| 1937 (2) | Gustav Kilian Heinz Vopel             | Émile Diot Émile Ignat                | Douglas Peden William Peden        |
| 1938 (1) | Gustav Kilian Heinz Vopel             | Douglas Peden William Peden           | Tino Reboli Gerard Debaets         |
| 1938 (2) | Omer De Bruycker Alfred Letourneur    | Douglas Peden William Peden           | Tino Reboli Gerard Debaets         |
| 1938 (3) | Gustav Kilian Heinz Vopel             | Douglas Peden William Peden           | Marcel Guimbretiere Gerard Debaets |
| 1939 (1) | Gustav Kilian Robert Thomas           | Heinz Vopel Cecil Yates               | Douglas Peden William Peden        |
| 1939 (2) | Doug Peden William Peden              | Cecil Yates Jerry Rodman              | Jules Audy Henry O'Brien           |
| 1940     | Cecil Yates William Peden             | Douglas Peden Archie Bollaert         | Charles Bergna Angelo De Bacco     |
| 1941     | Non-disputés                          |                                       |                                    |
| 1942     | Cecil Yates Doug Peden                | Charles Bergna Angelo De Bacco        | Charly Yaccino William Peden       |
| 1943-45  | Non-disputés                          |                                       |                                    |
| 1946     | Erwin Pesek Tino Reboli               | Michael Abt René Cyr                  | Bill Jacoby Charly Yaccino         |
| 1947     | William Anderson Stanley Bransgrove   | Bill Jacoby Alfred Letourneur         | Erwin Pesek Charly Yaccino         |
| 1948     | Walter Diggelmann Hugo Koblet         | Roger De Corte André Maelbrancke      | Erwin Pesek Charly Yaccino         |
| 1949-56  | Non-disputés                          |                                       |                                    |
| 1957     | Peter Post Harm Smits                 | Erwin Pesek Ted Ernst                 | Mino De Rossi Jack Heid            |

## Images externes
(en) Chicago Tribune, « Chicago's cycling craze » (consulté le 19 août 2016)